# Antropologia da arte
Antropologia da arte é o estudo das características dos objetos e produções consideradas artísticas que o homem produz na sociedade em cada época, levando em conta que a Antropologia pode ser entendida como o estudo do homem, suas atividades, sua cultura em um determinado momento histórico apesar de ter se iniciado com o estudo dos povos considerados primitivos e supostamente pré-históricos pelas teorias evolucionistas da época inspiradas na obra de Morgan (1818 – 1881). Antropologia da arte é uma interface da antropologia com outras disciplinas científicas pois, geral engloba uma série de recursos e temas, físicos (materiais e técnicas), fisiológicos, psicológicos, estéticos, culturais, entre outros.
Para Franz Boas (1858-1942), um dos críticos do evolucionismo, pioneiro das ideias sobre igualdade racial e etnocentrismo, arte "primitiva" corresponde a arte estilizada das sociedades sem escrita, um fenômeno determinado pela tradição. Esse antropólogo conduziu muitos estudos de campo das "artes primitivas" – título de um dos mais importantes livros sobre esse tema: (Primitive Art,1927). Segundo Almeida, o objetivo de Boas era, justamente, demonstrar a pluralidade de processos históricos e psicológicos abarcados pelo termo. A variabilidade cultural do campo artístico. Destacava a importância do estudo do método histórico ou entendimento fenômeno cultural como resultante de acontecimentos históricos e a identificação da unidade fundamental dos processos mentais em todas as raças e culturas.

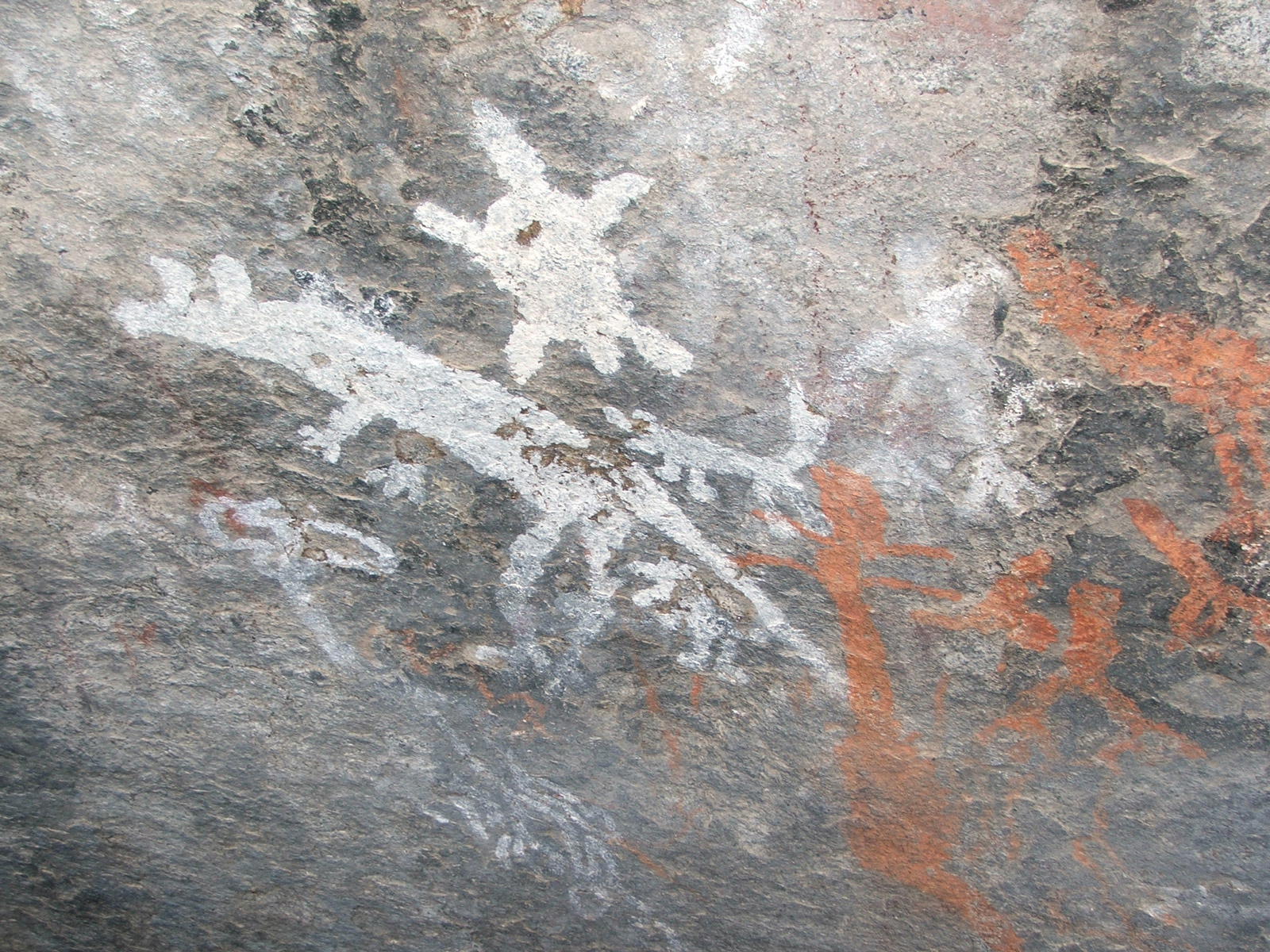
Pintura rupestre dos aborígenes australianos.

## Classificação da arte
Somente para fins didáticos podemos dividir a aplicação da antropologia nas diversas áreas da nossa estética ocidental ou seja: artes plásticas, literatura, música (etnomusicologia), dança, teatro etc. Em relação às artes comparadas antropólogo Claude Lévi-Strauss chama atenção ao uso abusivo que se fez desse artifício exclusivamente para provar contatos culturais, fenômenos de difusão e empréstimos.
O crítico e historiador da arte alemão Erwin Panofsky (1892 - 1968), fazia distinção entre iconografia e iconologia, definiu iconografia como o estudo tema ou assunto, e iconologia o estudo do significado. Esse autor demonstra como o esquema perceptivo de cada cultura ou época histórica é único e como cada qual dá destaque a uma diferente mas igualmente plena visão do mundo.
Segundo Almeida (op.c.) há uma concordância entre Boas e Panofsky quando esse último o destaca a relevância dos estudos de iconografia, e afirma que, "quanto mais a proporção de ênfase na 'idéia' ou 'forma' se aproxima de um estado de equilíbrio, mais a obra revelará o que se chama 'conteúdo'". De fato, em sentido análogo, Boas assevera que ‘quanto mais firme a associação entre uma forma e uma idéia definida, mais estreitamente se estabelece o caráter expressionista da arte’.

## Textos e tradições
A maioria das culturas e etnias baseiam-se na transmissão de conhecimentos através das gerações através da fala, contudo há muito da literatura e criação literária que possuí referências ao saber dos povos iletrados e considerados primitivos, apesar das censuras, mutilações (adaptações interpretativas de distintas modas estéticas) e de díficilmente reconhecerem essa influência.

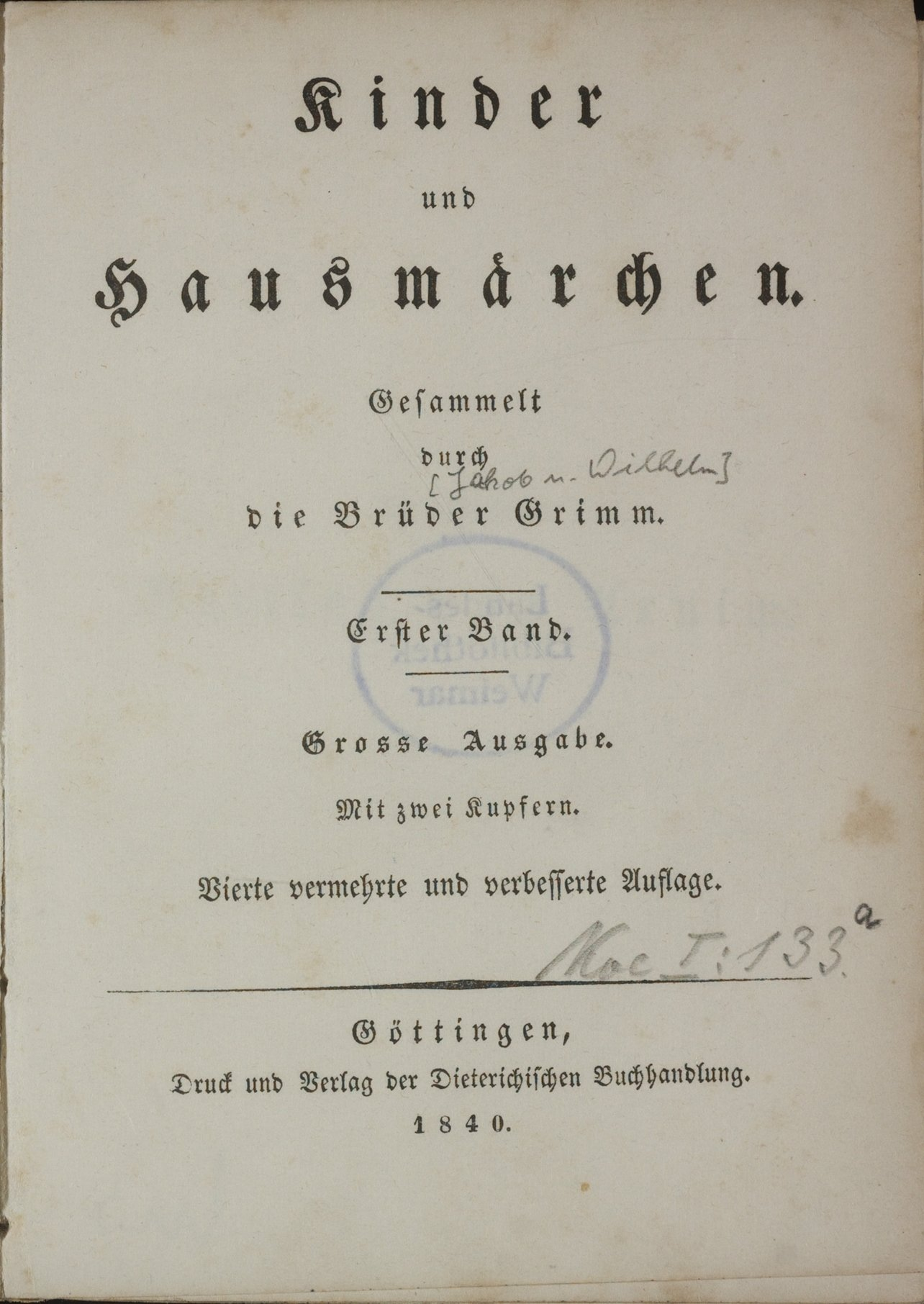
Frontispício de Kinder und Hausmärchen (Contos infantis e domésticos) do 1º volume da edição de 1840.

A própria antropologia é a ciência que tomou como objeto as formas de expressão narrativa desses povos, nos estudos do folclore e mitologia atualmente melhor definidos como formas de conhecimento ou sistemas mítico-religiosos. Destacam-se como pioneiros nesse campo os trabalhos de James Frazer (1854 -1941) publicado como The Golden Bough; a Study in Magic and Religion (1890) (o Ramo dourado; um estudo sobre magia e religião) e dos Irmãos Grimm, Jacob Ludwig  (1785 -1863) e Wilhelm Karl (1786 - 1859) embora esses últimos tenham se tornado célebres por suas lendas fábulas para crianças sendo pouco conhecidos por suas contribuições à história e linguística baseado-se no trabalho de campo recolhendo as antigas narrativas, lendas ou sagas germânicas, conservadas pela tradição oral de distintas regiões.
De acordo com Risério não há povo que não ostente, no elenco dos seus signos mais expressivos, objetos de linguagem correspondentes ao que, em nosso mundo, chamamos poesia. Mas essa constatação, trazendo aos olhos de sábios ocidentais espécimes poéticos de povos antigos ou “primitivos”, acabou gerando uma febre de busca das origens. Risério, observa ainda que por mais que se esforcem para tentar nos convencer do contrário, esses eruditos que estudam as “formas elementares” da poesia alimentam, de modo praticamente unânime, um sonho impossível. Querem fixar a morfologia do que teria sido a poesia primeira da humanidade – a célula original do texto criativo. Sustentando esse desejo nem sempre confessado (e às vezes nem sequer admitido) vamos encontrar uma visão evolucionista – ainda que um evolucionismo mitigado ou mal disfarçado – da aventura cultural da humanidade: a poesia como os povos, teria tido uma infância.
O texto criativo explica esse autor utilizando as ferramentas conceituais de Max Bense (1910 - 1990) e Yuri Lotman (1922 - 1993) não é algo que se faz na linguagem, mas com a linguagem. Pertence por isso mesmo aos “sistemas modelizantes secundários” rubrica sob a qual os semioticistas russos agrupam as estruturas de comunicação que se sobrepõem ao nível linguístico natural. Uma segunda linguagem no dizer de Julia Kristeva sobre o sentido que há na fala proposto pela psicanálise (1941) análoga ao discurso como proposto Émile Benveniste (1902 - 1976) e não tão formalizados quantos os gêneros literários. Observe-se que na perspectiva da antropologia da arte o estudo da linguagem e mitos aproxima-se mais da estética que que da interpretação da cultura ou sistemas de organização social reconhecendo entretanto o caráter indissociável desta relação.